# John Stevens (Übersetzer)
John Stevens (* 1662 in London; † 27. Oktober 1726) war ein britischer Übersetzer, Romanist und Hispanist.

## Leben und Werk
Captain John Stevens wuchs im Umkreis von Katharina von Braganza zweisprachig spanisch-englisch auf und ging zeitweilig in Douai bei den Benediktinern in die Schule. Er kämpfte in Irland. Ab 1695 entfaltete er eine ausgedehnte Tätigkeit als Übersetzer aus dem Spanischen, u. a. des Don Quijote (Bearbeitung der Übersetzung von Thomas Shelton). Sein zweisprachiges Wörterbuch Spanisch-Englisch, Englisch-Spanisch (mit Grammatik) von 1706 lehnt sich eng an das von John Minsheu an.

## Werke (Auswahl)
- A New Spanish and English dictionary, collected from the best Spanish authors, both ancient and modern to which is added a copious English and Spanish dictionary; likewise a Spanish grammar. The whole by captain John Stevens, London 1706 (518 Seiten);  A new dictionary, Spanish and English, English and Spanish by Captain John Stevens. Diccionario nuevo español y inglés, inglés y español, London  1726